# Circuit Het Nieuwsblad 2024
Le Circuit Het Nieuwsblad 2024 (officiellement Omloop Het Nieuwsblad 2024) est la 79e édition de cette course cycliste sur route masculine. Il a lieu le 24 février 2024 entre Gand et Ninove dans la Région flamande, en Belgique, et fait partie du calendrier UCI World Tour 2024 en catégorie 1.UWT. 

## Présentation

### Parcours
La course donne le coup d'envoi de la saison des classiques flandriennes sur un parcours de 202,2 kilomètres dans la province de Flandre Orientale. Elle commence dans la ville de Gand et se termine sur Elisabethlaan à Ninove.
Au total, douze monts, dont certains sont pavés, sont au programme de l'épreuve (à confirmer):
| Mont | Nom                     | Km    | Revêtement     | Longueur (m) | Pente moyenne | Pente maxi | Km de l'arrivée |
| ---- | ----------------------- | ----- | -------------- | ------------ | ------------- | ---------- | --------------- |
| 1    | Leberg                  | 39,4  | asphalte       | 950          | 4,2 %         | 13,8 %     | 162,8           |
| 2    | Katteberg (nl)          | 103,6 | pavés          | 900          | 5,6 %         | 10,3 %     | 98,6            |
| 3    | Leberg                  | 113,2 | asphalte       | 950          | 4,2 %         | 13,8 %     | 89,0            |
| 4    | Hostellerie (nl)        | 130,2 | asphalte       | 1 300        | 5,1 %         | 9 %        | 72              |
| 5    | Valkenberg              | 138,1 | asphalte       | 540          | 8,1 %         | 12,8 %     | 64,1            |
| 6    | Wolvenberg              | 148,6 | asphalte/pavés | 645          | 7,9 %         | 17,3 %     | 53,6            |
| 7    | Molenberg               | 161,0 | pavés          | 463          | 7 %           | 14,2 %     | 41,2            |
| 8    | Leberg                  | 168,5 | asphalte       | 950          | 4,2 %         | 13,8 %     | 33,7            |
| 9    | Berendries              | 172,6 | asphalte       | 940          | 7 %           | 12,3 %     | 29,6            |
| 10   | Elverenberg - Vossenhol | 175,0 | asphalte       | 1 268        | 3,6 %         | 9 %        | 27,2            |
| 11   | Mur de Grammont         | 186,5 | pavés          | 1 139        | 9,2 %         | 19,8 %     | 15,7            |
| 12   | Bosberg                 | 190,4 | asphalte/pavés | 980          | 5,8 %         | 11 %       | 11,8            |

En plus des traditionnels monts, il y a neuf secteurs pavés :

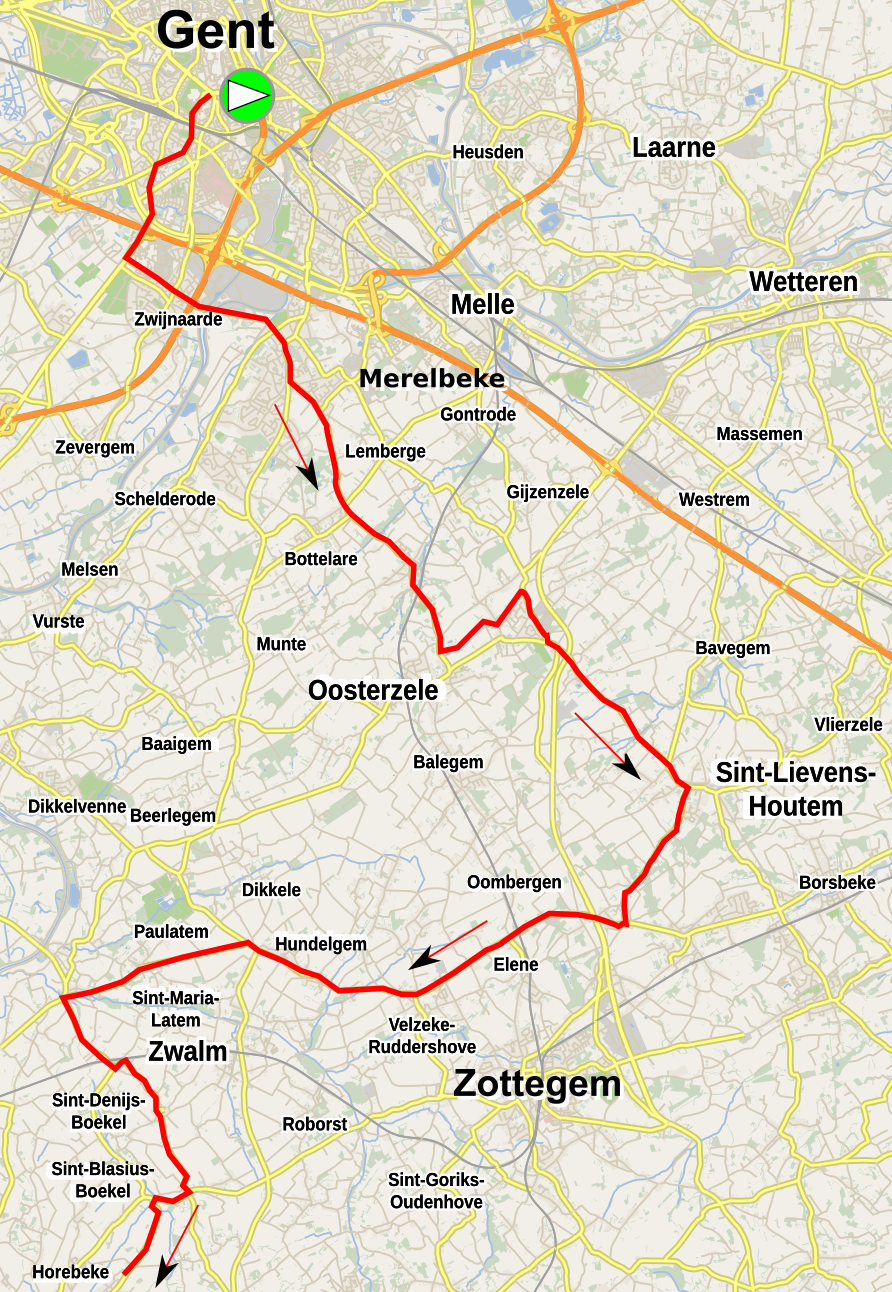
Partie nord de la course :
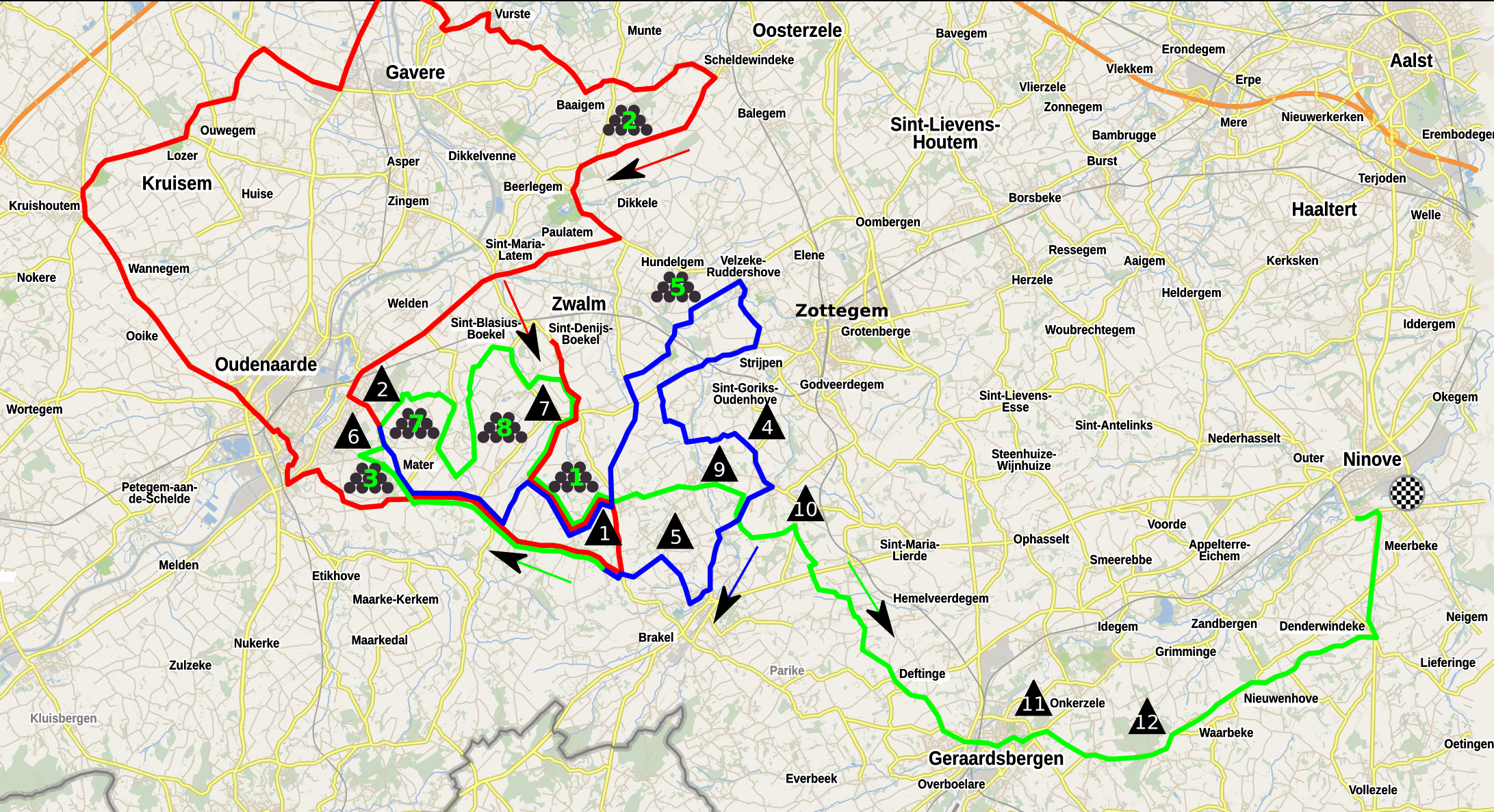
Partie sud de la course :

| Secteur | Nom              | Km    | Longueur (m) | Km de l'arrivée |
| ------- | ---------------- | ----- | ------------ | --------------- |
| 1       | Haaghoek         | 36,4  | 2 000        | 165,8           |
| 2       | Lange Munte (nl) | 88,1  | 2 500        | 114,1           |
| 3       | Holleweg (nl)    | 104,4 | 1500         | 97,8            |
| 4       | Haaghoek (nl)    | 110,1 | 2 000        | 92,1            |
| 5       | Paddestraat      | 119,3 | 2030         | 82,9            |
| 6       | Holleweg (nl)    | 146,0 | 650          | 56,2            |
| 7       | Kergate          | 152,2 | 1400         | 50              |
| 8       | Jagerij          | 154,8 | 800          | 47,4            |
| 9       | Haaghoek         | 165,5 | 2 000        | 36,7            |

- Partie nord de la course : Début du parcours
- Partie sud de la course :   - Début du parcours
  - Partie intermédiaire du parcours
  - Final

### Équipes
25 équipes sont au départ de la course, avec les 18 UCI WorldTeams et 7 UCI ProTeams : 
| WorldTeams (18)- Alpecin-Deceuninck - Arkéa-B&B Hotels - Astana Qazaqstan Team - Bahrain Victorious - Bora-Hansgrohe - Cofidis - Decathlon-AG2R La Mondiale - EF Education-EasyPost - Groupama-FDJ - Ineos Grenadiers - Intermarché-Wanty - Lidl-Trek - Movistar Team - Soudal Quick-Step - Team dsm-firmenich PostNL - Team Jayco AlUla - Team Visma \| Lease a Bike - UAE Team Emirates ProTeams (7)- Bingoal WB - Israel-Premier Tech - Lotto Dstny - Q36.5 Pro Cycling Team - Team Flanders-Baloise - Uno-X Mobility - Tudor Pro Cycling Team |
| |

### Favoris
Parmi les favoris, on peut citer les coureurs du team Visma-Lease a Bike Wout van Aert, vainqueur en 2022, Dylan van Baarle, le vainqueur de l'édition précédente, Christophe Laporte, Tiesj Benoot et Jan Tratnik mais aussi Arnaud De Lie (Lotto Dstny), deuxième en 2023, Tom Pidcock (Ineos Grenadiers), Tim Wellens (UAE Emirates), Matej Mohorič (Bahrain Victorious), Stefan Küng (Groupama FDJ), Alberto Bettiol (EF Education), Jasper Philipsen (Alpecin Deceuninck), Oier Lazkano (Movistar), Kasper Asgreen et Julian Alaphilippe (Soudal Quick-Step), Jasper Stuyven (Lidl Trek), vainqueur en 2020, Alexander Kristoff et Rasmus Tiller (Uno X) et Biniam Girmay (Intermarché Wanty).

## Déroulement de la course
Les neuf échappés du début de la course sont rejoints à 110 km de l’arrivée par un groupe de 23 hommes parmi lesquels figurent les principaux favoris, formant ainsi un nouveau groupe de tête de 32 unités. Dans la montée du Wolvenberg (54 km de l’arrivée), sept hommes se retrouvent en tête : les trois équipiers Visma Lease a Bike Wout van Aert, Christophe Laporte et Matteo Jorgenson ainsi que Tom Pidcock (Ineos Grenadiers), Toms Skujins (Lidl-Trek), Arnaud De Lie (Lotto Dstny) et Gianni Moscon (Soudal Quick-Step). Moscon lâche prise un peu plus loin sur les pavés du Hollenweg. À 21 kilomètres du terme, avant l'ascension du Mur de Grammont, Jorgenson attaque et creuse une avance d'une vingtaine de secondes sur ses anciens compagnons d'échappée qui sont repris dans ce Mur par l'avant-garde du peloton  emmené par Tim Wellens (UAE Emirates). Dans la dernière difficulté du jour, la montée du Bosberg (11 km de l’arrivée), Jorgenson est repris par un groupe d'une quinzaine de coureurs. Deux kilomètres plus loin, l'équipe Visma Lease a Bike lance à nouveau un coureur en tête de la course en la personne de Jan Tratnik qui attaque mais Nils Politt (UAE Emirates) réussit à prendre sa roue. Malgré la reconstitution d'un groupe plus important derrière ces deux hommes et les efforts des équipes Lotto Dstny et Uno-X, le duo de tête résiste et file vers Ninove où Tratnik l'emporte facilement.

## Classements

### Classement final
| \| Classement général \| Classement général \| Classement général \| Classement général \| Classement général \| \| Coureur \| Coureur \| Pays \| Équipe \| Temps \| \| ------------------ \| ------------------ \| ------------------ \| -------------------------- \| ------------------ \| \| 1er \| Jan Tratnik \| Slovénie \| Team Visma \\| Lease a Bike \| 4 h 31 min 28 s \| \| 2e \| Nils Politt \| Allemagne \| UAE Team Emirates \| + 3 s \| \| 3e \| Wout van Aert \| Belgique \| Team Visma \\| Lease a Bike \| + 8 s \| \| 4e \| Oliver Naesen \| Belgique \| Decathlon-AG2R La Mondiale \| + 8 s \| \| 5e \| Christophe Laporte \| France \| Team Visma \\| Lease a Bike \| + 8 s \| \| 6e \| Laurenz Rex \| Belgique \| Intermarché-Wanty \| + 8 s \| \| 7e \| Jasper Stuyven \| Belgique \| Lidl-Trek \| + 8 s \| \| 8e \| Tom Pidcock \| Royaume-Uni \| Ineos Grenadiers \| + 8 s \| \| 9e \| Matteo Trentin \| Italie \| Tudor Pro Cycling Team \| + 8 s \| \| 10e \| Arnaud De Lie \| Belgique \| Lotto Dstny \| + 8 s \| |                    |             |                            |                 |
| |                    |             |                            |                 |
| Source : ProCyclingStats |                    |             |                            |                 |
| Classement général |                    |             |                            |                 |
| Coureur | Coureur            | Pays        | Équipe                     | Temps           |
| 1er | Jan Tratnik        | Slovénie    | Team Visma \| Lease a Bike | 4 h 31 min 28 s |
| 2e | Nils Politt        | Allemagne   | UAE Team Emirates          | + 3 s           |
| 3e | Wout van Aert      | Belgique    | Team Visma \| Lease a Bike | + 8 s           |
| 4e | Oliver Naesen      | Belgique    | Decathlon-AG2R La Mondiale | + 8 s           |
| 5e | Christophe Laporte | France      | Team Visma \| Lease a Bike | + 8 s           |
| 6e | Laurenz Rex        | Belgique    | Intermarché-Wanty          | + 8 s           |
| 7e | Jasper Stuyven     | Belgique    | Lidl-Trek                  | + 8 s           |
| 8e | Tom Pidcock        | Royaume-Uni | Ineos Grenadiers           | + 8 s           |
| 9e | Matteo Trentin     | Italie      | Tudor Pro Cycling Team     | + 8 s           |
| 10e | Arnaud De Lie      | Belgique    | Lotto Dstny                | + 8 s           |

### Classement UCI
La course attribue des points au Classement mondial UCI 2024 selon le barème suivant :
| Position           | 1er | 2e  | 3e  | 4e  | 5e  | 6e  | 7e | 8e | 9e | 10e | 11e | 12e | 13e | 14e | 15e à 20e | 21e à 30e | 31e à 50e | 51e à 55e | 56e à 60e |
| Classement général | 300 | 250 | 215 | 175 | 120 | 115 | 95 | 75 | 60 | 50  | 40  | 35  | 30  | 25  | 20        | 12        | 5         | 2         | 1         |

## Liste de participants
| Légende | Légende                                                                    | Légende | Légende                                                    |
| ------- | -------------------------------------------------------------------------- | ------- | ---------------------------------------------------------- |
| Num     | Dossard de départ porté par le coureur sur ce Circuit Het Nieuwsblad       | Pos     | Position à l'arrivée de la course                          |
|         | Indique un maillot de champion national ou mondial, suivi de sa spécialité | NP      | Indique un coureur qui n'a pas pris le départ de la course |
| AB      | Indique un coureur qui n'a pas terminé la course                           | HD      | Indique un coureur qui a terminé la course hors des délais |

| Team Visma \| Lease a Bike TVL | Team Visma \| Lease a Bike TVL   | Team Visma \| Lease a Bike TVL |
| ------------------------------ | -------------------------------- | ------------------------------ |
| Num                            | Coureur                          | Pos                            |
| 1                              | Dylan van Baarle (NED) (route)   | 34e                            |
| 2                              | Wout van Aert (BEL)              | 3e                             |
| 3                              | Christophe Laporte (FRA) (route) | 5e                             |
| 4                              | Tiesj Benoot (BEL)               | 35e                            |
| 5                              | Jan Tratnik (SLO)                | 1er                            |
| 6                              | Matteo Jorgenson (USA)           | 29e                            |
| 7                              | Edoardo Affini (ITA)             | 95e                            |

| Alpecin-Deceuninck ADC | Alpecin-Deceuninck ADC  | Alpecin-Deceuninck ADC |
| ---------------------- | ----------------------- | ---------------------- |
| Num                    | Coureur                 | Pos                    |
| 11                     | Jasper Philipsen (BEL)  | 66e                    |
| 12                     | Michael Gogl (AUT)      | 73e                    |
| 13                     | Quinten Hermans (BEL)   | 132e                   |
| 14                     | Lars Boven (NED)        | AB                     |
| 15                     | Oscar Riesebeek (NED)   | 131e                   |
| 16                     | Stan Van Tricht (BEL)   | 118e                   |
| 17                     | Gianni Vermeersch (BEL) | 18e                    |

| Soudal Quick-Step SOQ | Soudal Quick-Step SOQ    | Soudal Quick-Step SOQ |
| --------------------- | ------------------------ | --------------------- |
| Num                   | Coureur                  | Pos                   |
| 21                    | Julian Alaphilippe (FRA) | AB                    |
| 22                    | Kasper Asgreen (DEN)     | AB                    |
| 23                    | Josef Černý (CZE)        | 124e                  |
| 24                    | Yves Lampaert (BEL)      | 21e                   |
| 25                    | Gianni Moscon (ITA)      | 80e                   |
| 26                    | Casper Pedersen (DEN)    | 40e                   |
| 27                    | Warre Vangheluwe (BEL)   | AB                    |

| Intermarché-Wanty IWA | Intermarché-Wanty IWA           | Intermarché-Wanty IWA |
| --------------------- | ------------------------------- | --------------------- |
| Num                   | Coureur                         | Pos                   |
| 31                    | Biniam Girmay (ERI)             | 55e                   |
| 32                    | Dries De Pooter (BEL)           | 87e                   |
| 33                    | Hugo Page (FRA)                 | 44e                   |
| 34                    | Adrien Petit (FRA)              | 117e                  |
| 35                    | Laurenz Rex (BEL)               | 6e                    |
| 36                    | Mike Teunissen (NED)            | 13e                   |
| 37                    | Roel van Sintmaartensdijk (NED) | 116e                  |

| Arkéa-B&B Hotels ARK | Arkéa-B&B Hotels ARK   | Arkéa-B&B Hotels ARK |
| -------------------- | ---------------------- | -------------------- |
| Num                  | Coureur                | Pos                  |
| 41                   | Florian Sénéchal (FRA) | AB                   |
| 42                   | Amaury Capiot (BEL)    | 45e                  |
| 43                   | Mathis Le Berre (FRA)  | 85e                  |
| 44                   | Alan Riou (FRA)        | 123e                 |
| 45                   | Luca Mozzato (ITA)     | 128e                 |
| 46                   | Łukasz Owsian (POL)    | 93e                  |
| 47                   | Jenthe Biermans (BEL)  | 17e                  |

| Astana Qazaqstan Team AST | Astana Qazaqstan Team AST     | Astana Qazaqstan Team AST |
| ------------------------- | ----------------------------- | ------------------------- |
| Num                       | Coureur                       | Pos                       |
| 51                        | Cees Bol (NED)                | 84e                       |
| 52                        | Yevgeniy Fedorov (KAZ)        | 83e                       |
| 53                        | Samuele Battistella (ITA)     | 129e                      |
| 54                        | Max Kanter (GER)              | AB                        |
| 55                        | Alexey Lutsenko (KAZ) (route) | 31e                       |
| 56                        | Ide Schelling (NED)           | 43e                       |
| 57                        | Rüdiger Selig (GER)           | AB                        |

| Bahrain Victorious TBV | Bahrain Victorious TBV    | Bahrain Victorious TBV |
| ---------------------- | ------------------------- | ---------------------- |
| Num                    | Coureur                   | Pos                    |
| 61                     | Matevž Govekar (SLO)      | AB                     |
| 62                     | Kamil Gradek (POL)        | AB                     |
| 63                     | Fran Miholjević (CRO)     | 102e                   |
| 64                     | Matej Mohorič (SLO)       | 24e                    |
| 65                     | Andrea Pasqualon (ITA)    | 62e                    |
| 66                     | Fred Wright (GBR) (route) | AB                     |
| 67                     | Dušan Rajović (SRB)       | AB                     |

| Bora-Hansgrohe BOH | Bora-Hansgrohe BOH     | Bora-Hansgrohe BOH |
| ------------------ | ---------------------- | ------------------ |
| Num                | Coureur                | Pos                |
| 71                 | Jordi Meeus (BEL)      | AB                 |
| 72                 | Marco Haller (AUT)     | 33e                |
| 73                 | Emil Herzog (GER)      | 63e                |
| 74                 | Bob Jungels (LUX)      | 126e               |
| 75                 | Jonas Koch (GER)       | 72e                |
| 76                 | Luis-Joe Lührs (GER)   | AB                 |
| 77                 | Cesare Benedetti (POL) | AB                 |

| Cofidis COF | Cofidis COF                | Cofidis COF |
| ----------- | -------------------------- | ----------- |
| Num         | Coureur                    | Pos         |
| 81          | Axel Zingle (FRA)          | AB          |
| 82          | Aimé De Gendt (BEL)        | 23e         |
| 83          | Alexis Gougeard (FRA)      | 75e         |
| 84          | Nicolas Debeaumarché (FRA) | AB          |
| 85          | Alexis Renard (FRA)        | AB          |
| 86          | Nolann Mahoudo (FRA)       | AB          |
| 87          | Piet Allegaert (BEL)       | NP          |

| Decathlon-AG2R La Mondiale DAT | Decathlon-AG2R La Mondiale DAT | Decathlon-AG2R La Mondiale DAT |
| ------------------------------ | ------------------------------ | ------------------------------ |
| Num                            | Coureur                        | Pos                            |
| 91                             | Oliver Naesen (BEL)            | 4e                             |
| 92                             | Dries De Bondt (BEL)           | 19e                            |
| 93                             | Sander De Pestel (BEL)         | 65e                            |
| 94                             | Pierre Gautherat (FRA)         | 11e                            |
| 95                             | Jordan Labrosse (FRA)          | AB                             |
| 96                             | Damien Touzé (FRA)             | 30e                            |
| 97                             | Edvald Boasson Hagen (NOR)     | 113e                           |

| EF Education-EasyPost EFE | EF Education-EasyPost EFE | EF Education-EasyPost EFE |
| ------------------------- | ------------------------- | ------------------------- |
| Num                       | Coureur                   | Pos                       |
| 101                       | Alberto Bettiol (ITA)     | 112e                      |
| 102                       | Stefan Bissegger (SUI)    | 130e                      |
| 103                       | Owain Doull (GBR)         | 91e                       |
| 104                       | Mikkel Honoré (DEN)       | AB                        |
| 105                       | Harry Sweeny (AUS)        | AB                        |
| 106                       | Jonas Rutsch (GER)        | 54e                       |
| 107                       | Michael Valgren (DEN)     | 67e                       |

| Groupama-FDJ GFC | Groupama-FDJ GFC        | Groupama-FDJ GFC |
| ---------------- | ----------------------- | ---------------- |
| Num              | Coureur                 | Pos              |
| 111              | Stefan Küng (SUI)       | 16e              |
| 112              | Sven Erik Bystrøm (NOR) | AB               |
| 113              | Lewis Askey (GBR)       | 71e              |
| 114              | Olivier Le Gac (FRA)    | 86e              |
| 115              | Fabian Lienhard (SUI)   | 82e              |
| 116              | Clément Russo (FRA)     | 96e              |
| 117              | Samuel Watson (GBR)     | 97e              |

| Ineos Grenadiers IGD | Ineos Grenadiers IGD   | Ineos Grenadiers IGD |
| -------------------- | ---------------------- | -------------------- |
| Num                  | Coureur                | Pos                  |
| 121                  | Tom Pidcock (GBR)      | 8e                   |
| 122                  | Leo Hayter (GBR)       | 121e                 |
| 123                  | Salvatore Puccio (ITA) | 88e                  |
| 124                  | Luke Rowe (GBR)        | 77e                  |
| 125                  | Connor Swift (GBR)     | 50e                  |
| 126                  | Ben Turner (GBR)       | 58e                  |
| 127                  | Cameron Wurf (AUS)     | 81e                  |

| Lidl-Trek LTK | Lidl-Trek LTK             | Lidl-Trek LTK |
| ------------- | ------------------------- | ------------- |
| Num           | Coureur                   | Pos           |
| 131           | Jasper Stuyven (BEL)      | 7e            |
| 132           | Otto Vergaerde (BEL)      | AB            |
| 133           | Alex Kirsch (LUX) (route) | 20e           |
| 134           | Jonathan Milan (ITA)      | 70e           |
| 135           | Toms Skujiņš (LAT)        | 27e           |
| 136           | Tim Declercq (BEL)        | 60e           |
| 137           | Edward Theuns (BEL)       | 41e           |

| Movistar Team MOV | Movistar Team MOV          | Movistar Team MOV |
| ----------------- | -------------------------- | ----------------- |
| Num               | Coureur                    | Pos               |
| 141               | Iván García Cortina (ESP)  | 15e               |
| 142               | Johan Jacobs (SUI)         | 26e               |
| 143               | Mathias Norsgaard (DEN)    | 76e               |
| 144               | Oier Lazkano (ESP) (route) | 121e              |
| 145               | Manlio Moro (ITA)          | 120e              |
| 146               | Gonzalo Serrano (ESP)      | 47e               |
| 147               | Albert Torres (ESP)        | 115e              |

| Team dsm-firmenich PostNL DFP | Team dsm-firmenich PostNL DFP | Team dsm-firmenich PostNL DFP |
| ----------------------------- | ----------------------------- | ----------------------------- |
| Num                           | Coureur                       | Pos                           |
| 151                           | Patrick Eddy (AUS)            | AB                            |
| 152                           | Sean Flynn (GBR)              | 57e                           |
| 153                           | Bram Welten (NED)             | AB                            |
| 154                           | Niklas Märkl (GER)            | 89e                           |
| 155                           | Tim Naberman (NED)            | AB                            |
| 156                           | Frank van den Broek (NED)     | 48e                           |
| 157                           | Pavel Bittner (CZE)           | 52e                           |

| Team Jayco AlUla JAY | Team Jayco AlUla JAY          | Team Jayco AlUla JAY |
| -------------------- | ----------------------------- | -------------------- |
| Num                  | Coureur                       | Pos                  |
| 161                  | Luke Durbridge (AUS)          | 53e                  |
| 162                  | Lawson Craddock (USA)         | 94e                  |
| 163                  | Anders Foldager (DEN)         | AB                   |
| 164                  | Amund Grøndahl Jansen (NOR)   | 74e                  |
| 165                  | Christopher Juul Jensen (DEN) | 119e                 |
| 166                  | Blake Quick (AUS)             | 125e                 |
| 167                  | Campbell Stewart (NZL)        | 127e                 |

| UAE Team Emirates UAD | UAE Team Emirates UAD      | UAE Team Emirates UAD |
| --------------------- | -------------------------- | --------------------- |
| Num                   | Coureur                    | Pos                   |
| 171                   | Tim Wellens (BEL)          | 12e                   |
| 172                   | Filippo Baroncini (ITA)    | AB                    |
| 173                   | Álvaro Hodeg (COL)         | AB                    |
| 174                   | António Morgado (POR)      | 25e                   |
| 175                   | Nils Politt (GER)          | 2e                    |
| 176                   | Michael Vink (NZL)         | 109e                  |
| 177                   | Rui Oliveira (POR) (route) | AB                    |

| Lotto Dstny LTD | Lotto Dstny LTD          | Lotto Dstny LTD |
| --------------- | ------------------------ | --------------- |
| Num             | Coureur                  | Pos             |
| 181             | Arnaud De Lie (BEL)      | 10e             |
| 182             | Victor Campenaerts (BEL) | 37e             |
| 183             | Jasper De Buyst (BEL)    | 39e             |
| 184             | Cédric Beullens (BEL)    | 28e             |
| 185             | Sébastien Grignard (BEL) | AB              |
| 186             | Brent Van Moer (BEL)     | 38e             |
| 187             | Pascal Eenkhoorn (NED)   | 46e             |

| Team Flanders-Baloise TFB | Team Flanders-Baloise TFB | Team Flanders-Baloise TFB |
| ------------------------- | ------------------------- | ------------------------- |
| Num                       | Coureur                   | Pos                       |
| 191                       | Alex Colman (BEL)         | AB                        |
| 192                       | Kamiel Bonneu (BEL)       | AB                        |
| 193                       | Lars Craps (BEL)          | 104e                      |
| 194                       | Jules Hesters (BEL)       | 100e                      |
| 195                       | Elias Maris (BEL)         | 114e                      |
| 196                       | Dylan Vandenstorme (BEL)  | 111e                      |
| 197                       | Ward Vanhoof (BEL)        | 108e                      |

| Bingoal WB BWB | Bingoal WB BWB          | Bingoal WB BWB |
| -------------- | ----------------------- | -------------- |
| Num            | Coureur                 | Pos            |
| 201            | Nathan Vandepitte (FRA) | 79e            |
| 202            | Cériel Desal (BEL)      | 110e           |
| 203            | Luca De Meester (BEL)   | 101e           |
| 204            | Luca Van Boven (BEL)    | 51e            |
| 205            | Kenneth Van Rooy (BEL)  | 92e            |
| 206            | Jelle Vermoote (BEL)    | 98e            |
| 207            | Louis Blouwe (BEL)      | 105e           |

| Israel-Premier Tech IPT | Israel-Premier Tech IPT | Israel-Premier Tech IPT |
| ----------------------- | ----------------------- | ----------------------- |
| Num                     | Coureur                 | Pos                     |
| 211                     | Dylan Teuns (BEL)       | 22e                     |
| 212                     | Derek Gee (CAN)         | AB                      |
| 213                     | Krists Neilands (LAT)   | 64e                     |
| 214                     | Riley Sheehan (USA)     | AB                      |
| 215                     | Riley Pickrell (CAN)    | 61e                     |
| 216                     | Tom Van Asbroeck (BEL)  | 42e                     |
| 217                     | Ethan Vernon (GBR)      | 103e                    |

| Q36.5 Pro Cycling Team Q36 | Q36.5 Pro Cycling Team Q36 | Q36.5 Pro Cycling Team Q36 |
| -------------------------- | -------------------------- | -------------------------- |
| Num                        | Coureur                    | Pos                        |
| 221                        | Fabio Christen (SUI)       | 49e                        |
| 222                        | Kamil Małecki (POL)        | 99e                        |
| 223                        | Rory Townsend (IRL)        | AB                         |
| 224                        | Tobias Ludvigsson (SWE)    | 68e                        |
| 225                        | Nicolò Parisini (ITA)      | 56e                        |
| 226                        | Jannik Steimle (GER)       | 107e                       |
| 227                        | Cyrus Monk (AUS)           | 106e                       |

| Tudor Pro Cycling Team TUD | Tudor Pro Cycling Team TUD   | Tudor Pro Cycling Team TUD |
| -------------------------- | ---------------------------- | -------------------------- |
| Num                        | Coureur                      | Pos                        |
| 231                        | Matteo Trentin (ITA)         | 9e                         |
| 232                        | Jacob Eriksson (SWE) (route) | AB                         |
| 233                        | Alexander Krieger (GER)      | AB                         |
| 234                        | Petr Kelemen (CZE)           | 90e                        |
| 235                        | Arthur Kluckers (LUX)        | 78e                        |
| 236                        | Marius Mayrhofer (GER)       | AB                         |
| 237                        | Tom Bohli (SUI)              | AB                         |

| Uno-X Mobility UXM | Uno-X Mobility UXM          | Uno-X Mobility UXM |
| ------------------ | --------------------------- | ------------------ |
| Num                | Coureur                     | Pos                |
| 241                | Alexander Kristoff (NOR)    | 14e                |
| 242                | Stian Fredheim (NOR)        | 69e                |
| 243                | Markus Hoelgaard (NOR)      | 36e                |
| 244                | Jonas Abrahamsen (NOR)      | 59e                |
| 245                | Erik Nordsæter Resell (NOR) | AB                 |
| 246                | Rasmus Tiller (NOR)         | 32e                |
| 247                | Søren Wærenskjold (NOR)     | AB                 |

| Team Visma \| Lease a Bike TVL | Team Visma \| Lease a Bike TVL   | Team Visma \| Lease a Bike TVL |
| ------------------------------ | -------------------------------- | ------------------------------ |
| Num                            | Coureur                          | Pos                            |
| 1                              | Dylan van Baarle (NED) (route)   | 34e                            |
| 2                              | Wout van Aert (BEL)              | 3e                             |
| 3                              | Christophe Laporte (FRA) (route) | 5e                             |
| 4                              | Tiesj Benoot (BEL)               | 35e                            |
| 5                              | Jan Tratnik (SLO)                | 1er                            |
| 6                              | Matteo Jorgenson (USA)           | 29e                            |
| 7                              | Edoardo Affini (ITA)             | 95e                            |

| Alpecin-Deceuninck ADC | Alpecin-Deceuninck ADC  | Alpecin-Deceuninck ADC |
| ---------------------- | ----------------------- | ---------------------- |
| Num                    | Coureur                 | Pos                    |
| 11                     | Jasper Philipsen (BEL)  | 66e                    |
| 12                     | Michael Gogl (AUT)      | 73e                    |
| 13                     | Quinten Hermans (BEL)   | 132e                   |
| 14                     | Lars Boven (NED)        | AB                     |
| 15                     | Oscar Riesebeek (NED)   | 131e                   |
| 16                     | Stan Van Tricht (BEL)   | 118e                   |
| 17                     | Gianni Vermeersch (BEL) | 18e                    |

| Soudal Quick-Step SOQ | Soudal Quick-Step SOQ    | Soudal Quick-Step SOQ |
| --------------------- | ------------------------ | --------------------- |
| Num                   | Coureur                  | Pos                   |
| 21                    | Julian Alaphilippe (FRA) | AB                    |
| 22                    | Kasper Asgreen (DEN)     | AB                    |
| 23                    | Josef Černý (CZE)        | 124e                  |
| 24                    | Yves Lampaert (BEL)      | 21e                   |
| 25                    | Gianni Moscon (ITA)      | 80e                   |
| 26                    | Casper Pedersen (DEN)    | 40e                   |
| 27                    | Warre Vangheluwe (BEL)   | AB                    |

| Intermarché-Wanty IWA | Intermarché-Wanty IWA           | Intermarché-Wanty IWA |
| --------------------- | ------------------------------- | --------------------- |
| Num                   | Coureur                         | Pos                   |
| 31                    | Biniam Girmay (ERI)             | 55e                   |
| 32                    | Dries De Pooter (BEL)           | 87e                   |
| 33                    | Hugo Page (FRA)                 | 44e                   |
| 34                    | Adrien Petit (FRA)              | 117e                  |
| 35                    | Laurenz Rex (BEL)               | 6e                    |
| 36                    | Mike Teunissen (NED)            | 13e                   |
| 37                    | Roel van Sintmaartensdijk (NED) | 116e                  |

| Arkéa-B&B Hotels ARK | Arkéa-B&B Hotels ARK   | Arkéa-B&B Hotels ARK |
| -------------------- | ---------------------- | -------------------- |
| Num                  | Coureur                | Pos                  |
| 41                   | Florian Sénéchal (FRA) | AB                   |
| 42                   | Amaury Capiot (BEL)    | 45e                  |
| 43                   | Mathis Le Berre (FRA)  | 85e                  |
| 44                   | Alan Riou (FRA)        | 123e                 |
| 45                   | Luca Mozzato (ITA)     | 128e                 |
| 46                   | Łukasz Owsian (POL)    | 93e                  |
| 47                   | Jenthe Biermans (BEL)  | 17e                  |

| Astana Qazaqstan Team AST | Astana Qazaqstan Team AST     | Astana Qazaqstan Team AST |
| ------------------------- | ----------------------------- | ------------------------- |
| Num                       | Coureur                       | Pos                       |
| 51                        | Cees Bol (NED)                | 84e                       |
| 52                        | Yevgeniy Fedorov (KAZ)        | 83e                       |
| 53                        | Samuele Battistella (ITA)     | 129e                      |
| 54                        | Max Kanter (GER)              | AB                        |
| 55                        | Alexey Lutsenko (KAZ) (route) | 31e                       |
| 56                        | Ide Schelling (NED)           | 43e                       |
| 57                        | Rüdiger Selig (GER)           | AB                        |

| Bahrain Victorious TBV | Bahrain Victorious TBV    | Bahrain Victorious TBV |
| ---------------------- | ------------------------- | ---------------------- |
| Num                    | Coureur                   | Pos                    |
| 61                     | Matevž Govekar (SLO)      | AB                     |
| 62                     | Kamil Gradek (POL)        | AB                     |
| 63                     | Fran Miholjević (CRO)     | 102e                   |
| 64                     | Matej Mohorič (SLO)       | 24e                    |
| 65                     | Andrea Pasqualon (ITA)    | 62e                    |
| 66                     | Fred Wright (GBR) (route) | AB                     |
| 67                     | Dušan Rajović (SRB)       | AB                     |

| Bora-Hansgrohe BOH | Bora-Hansgrohe BOH     | Bora-Hansgrohe BOH |
| ------------------ | ---------------------- | ------------------ |
| Num                | Coureur                | Pos                |
| 71                 | Jordi Meeus (BEL)      | AB                 |
| 72                 | Marco Haller (AUT)     | 33e                |
| 73                 | Emil Herzog (GER)      | 63e                |
| 74                 | Bob Jungels (LUX)      | 126e               |
| 75                 | Jonas Koch (GER)       | 72e                |
| 76                 | Luis-Joe Lührs (GER)   | AB                 |
| 77                 | Cesare Benedetti (POL) | AB                 |

| Cofidis COF | Cofidis COF                | Cofidis COF |
| ----------- | -------------------------- | ----------- |
| Num         | Coureur                    | Pos         |
| 81          | Axel Zingle (FRA)          | AB          |
| 82          | Aimé De Gendt (BEL)        | 23e         |
| 83          | Alexis Gougeard (FRA)      | 75e         |
| 84          | Nicolas Debeaumarché (FRA) | AB          |
| 85          | Alexis Renard (FRA)        | AB          |
| 86          | Nolann Mahoudo (FRA)       | AB          |
| 87          | Piet Allegaert (BEL)       | NP          |

| Decathlon-AG2R La Mondiale DAT | Decathlon-AG2R La Mondiale DAT | Decathlon-AG2R La Mondiale DAT |
| ------------------------------ | ------------------------------ | ------------------------------ |
| Num                            | Coureur                        | Pos                            |
| 91                             | Oliver Naesen (BEL)            | 4e                             |
| 92                             | Dries De Bondt (BEL)           | 19e                            |
| 93                             | Sander De Pestel (BEL)         | 65e                            |
| 94                             | Pierre Gautherat (FRA)         | 11e                            |
| 95                             | Jordan Labrosse (FRA)          | AB                             |
| 96                             | Damien Touzé (FRA)             | 30e                            |
| 97                             | Edvald Boasson Hagen (NOR)     | 113e                           |

| EF Education-EasyPost EFE | EF Education-EasyPost EFE | EF Education-EasyPost EFE |
| ------------------------- | ------------------------- | ------------------------- |
| Num                       | Coureur                   | Pos                       |
| 101                       | Alberto Bettiol (ITA)     | 112e                      |
| 102                       | Stefan Bissegger (SUI)    | 130e                      |
| 103                       | Owain Doull (GBR)         | 91e                       |
| 104                       | Mikkel Honoré (DEN)       | AB                        |
| 105                       | Harry Sweeny (AUS)        | AB                        |
| 106                       | Jonas Rutsch (GER)        | 54e                       |
| 107                       | Michael Valgren (DEN)     | 67e                       |

| Groupama-FDJ GFC | Groupama-FDJ GFC        | Groupama-FDJ GFC |
| ---------------- | ----------------------- | ---------------- |
| Num              | Coureur                 | Pos              |
| 111              | Stefan Küng (SUI)       | 16e              |
| 112              | Sven Erik Bystrøm (NOR) | AB               |
| 113              | Lewis Askey (GBR)       | 71e              |
| 114              | Olivier Le Gac (FRA)    | 86e              |
| 115              | Fabian Lienhard (SUI)   | 82e              |
| 116              | Clément Russo (FRA)     | 96e              |
| 117              | Samuel Watson (GBR)     | 97e              |

| Ineos Grenadiers IGD | Ineos Grenadiers IGD   | Ineos Grenadiers IGD |
| -------------------- | ---------------------- | -------------------- |
| Num                  | Coureur                | Pos                  |
| 121                  | Tom Pidcock (GBR)      | 8e                   |
| 122                  | Leo Hayter (GBR)       | 121e                 |
| 123                  | Salvatore Puccio (ITA) | 88e                  |
| 124                  | Luke Rowe (GBR)        | 77e                  |
| 125                  | Connor Swift (GBR)     | 50e                  |
| 126                  | Ben Turner (GBR)       | 58e                  |
| 127                  | Cameron Wurf (AUS)     | 81e                  |

| Lidl-Trek LTK | Lidl-Trek LTK             | Lidl-Trek LTK |
| ------------- | ------------------------- | ------------- |
| Num           | Coureur                   | Pos           |
| 131           | Jasper Stuyven (BEL)      | 7e            |
| 132           | Otto Vergaerde (BEL)      | AB            |
| 133           | Alex Kirsch (LUX) (route) | 20e           |
| 134           | Jonathan Milan (ITA)      | 70e           |
| 135           | Toms Skujiņš (LAT)        | 27e           |
| 136           | Tim Declercq (BEL)        | 60e           |
| 137           | Edward Theuns (BEL)       | 41e           |

| Movistar Team MOV | Movistar Team MOV          | Movistar Team MOV |
| ----------------- | -------------------------- | ----------------- |
| Num               | Coureur                    | Pos               |
| 141               | Iván García Cortina (ESP)  | 15e               |
| 142               | Johan Jacobs (SUI)         | 26e               |
| 143               | Mathias Norsgaard (DEN)    | 76e               |
| 144               | Oier Lazkano (ESP) (route) | 121e              |
| 145               | Manlio Moro (ITA)          | 120e              |
| 146               | Gonzalo Serrano (ESP)      | 47e               |
| 147               | Albert Torres (ESP)        | 115e              |

| Team dsm-firmenich PostNL DFP | Team dsm-firmenich PostNL DFP | Team dsm-firmenich PostNL DFP |
| ----------------------------- | ----------------------------- | ----------------------------- |
| Num                           | Coureur                       | Pos                           |
| 151                           | Patrick Eddy (AUS)            | AB                            |
| 152                           | Sean Flynn (GBR)              | 57e                           |
| 153                           | Bram Welten (NED)             | AB                            |
| 154                           | Niklas Märkl (GER)            | 89e                           |
| 155                           | Tim Naberman (NED)            | AB                            |
| 156                           | Frank van den Broek (NED)     | 48e                           |
| 157                           | Pavel Bittner (CZE)           | 52e                           |

| Team Jayco AlUla JAY | Team Jayco AlUla JAY          | Team Jayco AlUla JAY |
| -------------------- | ----------------------------- | -------------------- |
| Num                  | Coureur                       | Pos                  |
| 161                  | Luke Durbridge (AUS)          | 53e                  |
| 162                  | Lawson Craddock (USA)         | 94e                  |
| 163                  | Anders Foldager (DEN)         | AB                   |
| 164                  | Amund Grøndahl Jansen (NOR)   | 74e                  |
| 165                  | Christopher Juul Jensen (DEN) | 119e                 |
| 166                  | Blake Quick (AUS)             | 125e                 |
| 167                  | Campbell Stewart (NZL)        | 127e                 |

| UAE Team Emirates UAD | UAE Team Emirates UAD      | UAE Team Emirates UAD |
| --------------------- | -------------------------- | --------------------- |
| Num                   | Coureur                    | Pos                   |
| 171                   | Tim Wellens (BEL)          | 12e                   |
| 172                   | Filippo Baroncini (ITA)    | AB                    |
| 173                   | Álvaro Hodeg (COL)         | AB                    |
| 174                   | António Morgado (POR)      | 25e                   |
| 175                   | Nils Politt (GER)          | 2e                    |
| 176                   | Michael Vink (NZL)         | 109e                  |
| 177                   | Rui Oliveira (POR) (route) | AB                    |

| Lotto Dstny LTD | Lotto Dstny LTD          | Lotto Dstny LTD |
| --------------- | ------------------------ | --------------- |
| Num             | Coureur                  | Pos             |
| 181             | Arnaud De Lie (BEL)      | 10e             |
| 182             | Victor Campenaerts (BEL) | 37e             |
| 183             | Jasper De Buyst (BEL)    | 39e             |
| 184             | Cédric Beullens (BEL)    | 28e             |
| 185             | Sébastien Grignard (BEL) | AB              |
| 186             | Brent Van Moer (BEL)     | 38e             |
| 187             | Pascal Eenkhoorn (NED)   | 46e             |

| Team Flanders-Baloise TFB | Team Flanders-Baloise TFB | Team Flanders-Baloise TFB |
| ------------------------- | ------------------------- | ------------------------- |
| Num                       | Coureur                   | Pos                       |
| 191                       | Alex Colman (BEL)         | AB                        |
| 192                       | Kamiel Bonneu (BEL)       | AB                        |
| 193                       | Lars Craps (BEL)          | 104e                      |
| 194                       | Jules Hesters (BEL)       | 100e                      |
| 195                       | Elias Maris (BEL)         | 114e                      |
| 196                       | Dylan Vandenstorme (BEL)  | 111e                      |
| 197                       | Ward Vanhoof (BEL)        | 108e                      |

| Bingoal WB BWB | Bingoal WB BWB          | Bingoal WB BWB |
| -------------- | ----------------------- | -------------- |
| Num            | Coureur                 | Pos            |
| 201            | Nathan Vandepitte (FRA) | 79e            |
| 202            | Cériel Desal (BEL)      | 110e           |
| 203            | Luca De Meester (BEL)   | 101e           |
| 204            | Luca Van Boven (BEL)    | 51e            |
| 205            | Kenneth Van Rooy (BEL)  | 92e            |
| 206            | Jelle Vermoote (BEL)    | 98e            |
| 207            | Louis Blouwe (BEL)      | 105e           |

| Israel-Premier Tech IPT | Israel-Premier Tech IPT | Israel-Premier Tech IPT |
| ----------------------- | ----------------------- | ----------------------- |
| Num                     | Coureur                 | Pos                     |
| 211                     | Dylan Teuns (BEL)       | 22e                     |
| 212                     | Derek Gee (CAN)         | AB                      |
| 213                     | Krists Neilands (LAT)   | 64e                     |
| 214                     | Riley Sheehan (USA)     | AB                      |
| 215                     | Riley Pickrell (CAN)    | 61e                     |
| 216                     | Tom Van Asbroeck (BEL)  | 42e                     |
| 217                     | Ethan Vernon (GBR)      | 103e                    |

| Q36.5 Pro Cycling Team Q36 | Q36.5 Pro Cycling Team Q36 | Q36.5 Pro Cycling Team Q36 |
| -------------------------- | -------------------------- | -------------------------- |
| Num                        | Coureur                    | Pos                        |
| 221                        | Fabio Christen (SUI)       | 49e                        |
| 222                        | Kamil Małecki (POL)        | 99e                        |
| 223                        | Rory Townsend (IRL)        | AB                         |
| 224                        | Tobias Ludvigsson (SWE)    | 68e                        |
| 225                        | Nicolò Parisini (ITA)      | 56e                        |
| 226                        | Jannik Steimle (GER)       | 107e                       |
| 227                        | Cyrus Monk (AUS)           | 106e                       |

| Tudor Pro Cycling Team TUD | Tudor Pro Cycling Team TUD   | Tudor Pro Cycling Team TUD |
| -------------------------- | ---------------------------- | -------------------------- |
| Num                        | Coureur                      | Pos                        |
| 231                        | Matteo Trentin (ITA)         | 9e                         |
| 232                        | Jacob Eriksson (SWE) (route) | AB                         |
| 233                        | Alexander Krieger (GER)      | AB                         |
| 234                        | Petr Kelemen (CZE)           | 90e                        |
| 235                        | Arthur Kluckers (LUX)        | 78e                        |
| 236                        | Marius Mayrhofer (GER)       | AB                         |
| 237                        | Tom Bohli (SUI)              | AB                         |

| Uno-X Mobility UXM | Uno-X Mobility UXM          | Uno-X Mobility UXM |
| ------------------ | --------------------------- | ------------------ |
| Num                | Coureur                     | Pos                |
| 241                | Alexander Kristoff (NOR)    | 14e                |
| 242                | Stian Fredheim (NOR)        | 69e                |
| 243                | Markus Hoelgaard (NOR)      | 36e                |
| 244                | Jonas Abrahamsen (NOR)      | 59e                |
| 245                | Erik Nordsæter Resell (NOR) | AB                 |
| 246                | Rasmus Tiller (NOR)         | 32e                |
| 247                | Søren Wærenskjold (NOR)     | AB                 |